# شاون (أمر يونكس)
chown وهو اختصار لـ (change owner) في الأنظمة الشبيهه بيونكس هو أمر لتغير مالك الملف أو المجلد.

## الاستخدام
توضح الأمثلة التالية صيغة الأمر واستخدامه. يحتاج تغيير الملكية إلى مستخدم جذر.
- تغيير مالك ملف /var/run/httpd.pid إلى المستخدم الجذر.

```
 
$
 
chown
 
root
 
/var/run/httpd.pid

```

- تغيير مالك ملف strace.log إلى 'rob' والمجموعة إلى 'developers'.

```
 
$
 
chown
 
rob:developers
 
strace.log

```

- تغيير مالك ملف /tmp and /var/tmp إلى ‘nobody’ (ليست فكرة جيدة), وتغيير مجموعة /tmp و/var/tmp إلى ‘nogroup’

```
 
$
 
chown
 
nobody:nogroup
 
/tmp
 
/var/tmp

```

- تغيير معرف المجموعة المالكة /home إلى 512.

```
 
$
 
chown
 
:512
 
/home

```

- تغير مالك base إلى مستخدم foouser مع خيار (-R)

```
 
$
 
chown
 
-R
 
foouser
 
base

```

- تغيير ملكية المستخدم والمجموعة إلى newuser وnewgroup لجميع الملفات والمجلدات الموجودة في المجلد الحالي

```
 
$
 
chown
 
-R
 
newuser:newgroup
 
.

```

## وصلات خارجية
- The chown Command by The Linux Information Project (LINFO)